# Helena Sułkowska-Pawlik
Helena Sułkowska-Pawlik (ur. 1940 w Tylmanowej) – artystka plastyk związana z Zakopanem.

## Życiorys
Ukończyła Liceum Technik Plastycznych w Zakopanem pod kierunkiem Antoniego Kenara i Tadeusza Brzozowskiego. W latach 1959–1966 studiowała na Akademii Sztuk Pięknych w Warszawie na Wydziale Rzeźby pod kierunkiem prof. Mariana Wnuka i na Wydziale Malarstwa i Grafiki w pracowni prof. Anny Śledziewskiej. Od 1966 do 1996 była kierownikiem i sprawowała nadzór artystyczny w Zakopiańskich Zakładach Wzorcowych.
Artystka zajmuje się tkaniną artystyczną, tkanino-rzeźbą, malarstwem i rysunkiem. Od 1965 jej prace były prezentowane na ponad 20 indywidualnych i licznych zbiorowych wystawach. Znajdują się w zbiorach m.in. Centralnego Muzeum Włókiennictwa w Łodzi, Muzeum Tatrzańskiego w Zakopanem, Muzeum Regionalnego w Nowym Sączu, Muzeum Zamku w Niedzicy i zbiorach papieskich w Watykanie a także w prywatnych kolekcjach krajowych i zagranicznych.

## Ważniejsze nagrody i odznaczenia
- 1988 – I nagroda na MTP za tkaniny o tematyce górskiej
- 1991 – VII Salon Marcowy "Sztuka Podhalańska" (I nagroda).
- 1991 – nagroda im. Stanisława Witkiewicza za rok 1990, przyznana "za wybitne osiągnięcia artystyczne i całokształt dokonań twórczych" przez Stowarzyszenie Artystów Twórców Sztuk Pięknych "Sztuka Podhalańska" w Zakopanem,
- 2006 – nagroda Burmistrza Miasta Zakopane z okazji 40-lecia pracy artystycznej
- Odznaczenie "Zasłużony Działacz Kultury"
- Złota odznaka "Za zasługi dla Zakopanego",
- Złota odznaka "Za zasługi dla województwa nowosądeckiego",